# アナタメマン
アナタメマンは、フジテレビが制作する、インターネット向けの動画番組である。
フジテレビのインターネット番組で配信された、コンビニを舞台にしたATMバラエティ。人生相談にのってくれるという不思議なコンビニATMがあるというお店を舞台にした番組で、ATM役（主役）として出演。なお、本番組はWEB以外にもBSフジでの放送やニッポン放送とのタイアップを実施していた。